# Karin Thürig
Karin Thürig, née le 4 juillet 1972 à Rothenburg, est une coureuse cycliste suisse. Évoluant sur piste et sur route, elle est spécialiste du contre-la-montre. Elle est notamment championne du monde du contre-la-montre en 2004 et 2005, médaillée de bronze du contre-la-montre des Jeux olympiques de 2004 et 2008 et championne du monde de poursuite sur piste en 2003. Également duathlète et triathlète, elle est la sœur d'Andrea Thürig.

## Biographie
Karin Thürig naît le 4 juillet 1972 à Rothenburg, dans le canton de Lucerne. Jusqu'en 1997, elle joue au volleyball avec le BTV Lucerne en ligue nationale B (deuxième niveau suisse). Elle devient ensuite entraîneuse d'aérobic et de fitness.
À l'âge de 25 ans, Thürig commence le duathlon. Elle atteint rapidement le plus haut niveau puisqu'elle est deux fois championne du monde dans cette discipline. Elle change à nouveau de sport en 2001 et commence le cyclisme, une des deux disciplines du duathlon, car le duathlon n'est pas devenu une épreuve olympique.
Karin Thürig est troisième du contre-la-montre lors des Championnats du monde de cyclisme sur route 2002 à Zolder (Belgique) ainsi que vainqueur du triathlon Ironman France la même année. Elle remporte la médaille de bronze du contre-la-montre lors des Jeux olympiques d'été de 2004 à Athènes (Grèce). Un mois plus tard, elle championne du monde du contre-la-montre à Bardolino en Italie. Elle est ensuite nommée sportive suisse de l'année 2004.
Thürig est médaillée de bronze en poursuite individuelle lors des Championnats du monde de cyclisme sur piste 2005 à Los Angeles (États-Unis). Fin septembre, elle est à nouveau championne du monde du contre-la-montre sur route. Elle est à nouveau médaillée de bronze du contre-la-montre lors des Jeux olympiques d'été de 2008 à Pékin, en Chine, avec seulement deux secondes d'avance sur la Française Jeannie Longo-Ciprelli. Elle remporte quatre fois le Chrono champenois, en 2004, 2006, 2007 et 2008, et détient le record de victoires dans cette compétition avec Jeannie Longo-Ciprelli.
En 2009, Karin Thürig arrête sa carrière cycliste après une neuvième place aux Championnats du monde. Elle continue en revanche le triathlon. Elle est championne d'Europe de triathlon sur la distance Ironman 70.3 en 2011 à Wiesbaden (Allemagne). Pendant sa carrière de triathlète, elle a remporté au total cinq Ironman et deux Ironman 70.3.

## Palmarès

### Cyclisme

#### Cyclisme sur route
| - 2001 - 2e du championnat de Suisse du contre-la-montre - 2002 - Championne de Suisse du contre-la-montre - Médaillée de bronze du championnat du monde du contre-la-montre - 2003 - Grand Prix des Nations - 2004 - Championne du monde du contre-la-montre - Championne de Suisse du contre-la-montre - 3eb étape de Gracia Orlová - 1re étape du Tour de Thuringe féminin - Chrono champenois - Médaillée de bronze du contre-la-montre aux Jeux olympiques - 2005 - Championne du monde du contre-la-montre - Championne de Suisse du contre-la-montre - Souvenir Magali Pache (contre-la-montre) - 5e et 8e étapes du Tour de l'Aude cycliste féminin | - 2006 - Championne de Suisse du contre-la-montre - The Ladies Golden Hour (contre-la-montre par équipes, avec Univega Pro Cycling Team) - Chrono champenois - Médaillée d'argent du championnat du monde du contre-la-montre - 2007 - Championne de Suisse du contre-la-montre - 1re étape de La Grande Boucle féminine internationale - Mémorial Davide Fardelli (contre-la-montre) - Chrono champenois - 2008 - Championne de Suisse du contre-la-montre - Mémorial Davide Fardelli - Open de Suède Vårgårda (contre-la-montre par équipes) - Chrono champenois - Médaillée de bronze du contre-la-montre aux Jeux olympiques - 2009 - Championne de Suisse du contre-la-montre - Mémorial Davide Fardelli |

#### Cyclisme sur piste
- 2005
  -  Médaillée de bronze de la poursuite individuelle aux championnats du monde

### Triathlon et duathlon
| Année | Compétition                        | Pays       | Position | Temps           |
| ----- | ---------------------------------- | ---------- | -------- | --------------- |
| 2011  | Ironman Suisse                     | Suisse     |          | 9 h 3 min 26 s  |
| 2011  | Championnat du monde Ironman 70.3  | États-Unis |          | 4 h 26 min 52 s |
| 2011  | Championne d'Europe d'Ironman 70.3 | Allemagne  |          | 4 h 45 min 47 s |
| 2011  | Ironman 70.3 Austria               | Autriche   |          | 4 h 20 min 34 s |
| 2011  | Ironman 70.3 Suisse                | Suisse     |          | 4 h 18 min 31 s |
| 2011  | Ironman 70.3 Texas                 | États-Unis |          | 4 h 10 min 30 s |
| 2010  | Ironman 70.3 Suisse                | Suisse     |          | 4 h 29 min 9 s  |
| 2010  | Ironman Suisse Zurich              | Suisse     |          | 9 h 0 min 4 s   |
| 2010  | Ironman 70.3 Austria               | Autriche   |          | 4 h 21 min 34 s |
| 2009  | Ironman 70.3 Suisse                | Suisse     |          | 4 h 35 min 2 s  |
| 2007  | Ironman 70.3 Suisse                | Suisse     |          | Timing          |
| 2006  | Ironman 70.3 de Monaco             | Monaco     |          | 4 h 41 min 37 s |
| 2006  | Ironman Lanzarote                  | Espagne    |          | Timing          |
| 2005  | Ironman Suisse                     | Suisse     |          | 9 h 10 min 54 s |
| 2002  | Ironman France                     | France     |          | 9 h 44 min 58 s |

| Année | Compétition                             | Pays     | Position | Temps           |
| ----- | --------------------------------------- | -------- | -------- | --------------- |
| 2003  | Championnat de Suisse                   | Suisse   |          | Timing          |
| 2002  | Championne du monde sur longue distance | Suisse   |          | 7 h 4 min 8 s   |
| 2002  | Championnat de Suisse                   | Suisse   |          | Timing          |
| 2001  | Championne du monde sur longue distance | Suisse   |          | 7 h 16 min 57 s |
| 2001  | Powerman Autriche                       | Autriche |          | Timing          |
| 2001  | Championnat de Suisse                   | Suisse   |          | Timing          |

## Distinction
- Cycliste suisse de l'année : 2003